# Jaume Sisa

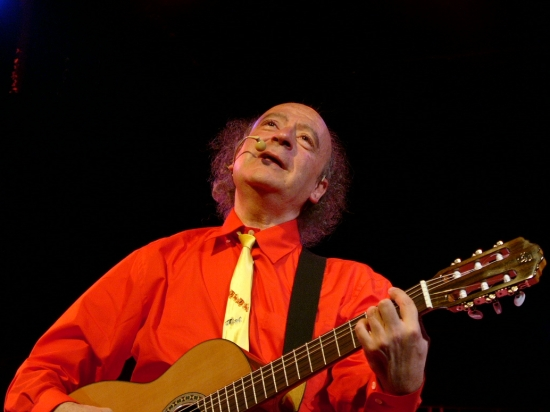
Jaume Sisa

Jaume Sisa i Mestres (né à Barcelone en 1948) est un auteur-compositeur-interprète espagnol d'expression catalane, qui se définit lui-même comme galactique.
Son œuvre la plus célèbre est la chanson Qualsevol nit pot sortir el sol tirée du disque éponyme, publié en 1975.

## Discographie

### Avec le groupeMúsica Dipersa
- 1971 - Música Dispersa

### Sous le nomJaume Sisa
- 1968 - L'home dibuixat (single)
- 1969 - Miniatura (EP partagé avec Pau Riba, El Cachas et Albert Batiste)
- 1971 - L'orgia
- 1975 - Qualsevol nit pot sortir el sol
- 1976 - Galeta galàctica
- 1977 - La catedral
- 1979 - La màgia de l'estudiant
- 1979 - Antaviana
- 1980 - Sisa i Melodrama
- 1981 - Nit de Sant Joan
- 1981 - Noche de San Juan
- 1982 - Barcelona postal
- 1983 - Roda la música
- 1984 - Transcantautor
- 1985 - Sisa (Compilation)
- 1994 - Sisa: "El més galàctic" (Compilation)
- 1996 - El Viajante, avec Mestres, Llamado y Solfa (Disque-livre)
- 2001 - Visca la llibertat (Drac/Virgin)
- 2002 - Bola voladora (Drac/Virgin)
- 2005 - Sisa al Zeleste 1975
- 2005 - El congrès dels solitaris
- 2006 - Sisa y Suburbano cantan a Vainica Doble
- 2008 - Ni cap ni peus (avec Joan Miquel Oliver)
- 2013 - Extra

### Sous le nomRicardo Solfa
- 1987 - Carta a la novia
- 1989 - Cuando tú seas mayor
- 1992 - Ropa fina en las ruinas